# 살신
살신(殺神, deicide)이란 신을 죽이는 것이다.

## 용어
이 용어는 17세기 중세 라틴어 낱말 *deicidium(de-us는 "신", -cidium은 "자르다", "죽이다")에서 창조되었다.

## 같이 보기
- 죽음과 재생의 신
- 신은 죽었다